# トライアル雇用
トライアル雇用（トライアルこよう）は、公共職業安定所（ハローワーク）の紹介によって、特定の求職者を短期間の試用期間を設けて雇用し、企業側と求職者側が相互に適性を判断した後、両者が合意すれば本採用が決まる制度。
なお試用期間中は企業側に対し奨励金が支給され、2015年度現在においては若年者が本採用に至った場合（平成24年3月末日までに正規雇用契約を結んだ場合）には若年者等正規雇用化特別奨励金が3回に分けて支給される。

## メリット・デメリット
メリット
- まったくその業種に経験が無くても応募する事ができ、技術を習得する事ができる。
- 企業は施行期間の間に適性を判断でき正常な雇用ができる。
- 奨励金が支給されるため、通常の採用に比べて人件費が抑えられる。

デメリット
- 本制度が企業にあまり認知されていない、あるいは類似の制度が数多くあり手続きが煩雑などの理由から企業で広く利用されているとは言いがたい。
- トライアル雇用には求職者と企業に条件があるため、その条件に適合する必要がある。
- トライアル雇用終了時に企業側が不適合だと判断すれば雇用終了となり、3ヶ月という短い職歴を作ることになってしまう。
- 少数ではあるが企業側が制度を悪用するケースがある。正社員にすれば人件費負担が増えるためで、トライアル制度を利用することで人件費を抑えるため、あえて正社員雇用しない等のケースもある。また、繁忙期に派遣社員代わりにこれを利用し人件費を抑えるケースも存在する。
- トライアル雇用は人件費を抑えて人を採用できるが、逆に言えば本制度を利用する企業は脆弱な財務体質の会社と捉えることもできる。

雇用者、採用側共に十分にリスクを理解した上で、応募・採用が行われるべきである。

## テレビ番組
- 日経スペシャル ガイアの夜明け 雇用格差 ～漂流する“就職氷河期世代”～（2007年4月3日、テレビ東京）[1]。- 「トライアル雇用」に挑戦する若者を取材。